# Grb Japana
Grb Japana čini žuta ili narančasta krizantema s crnim ili crvenim obodom ili pozadinom. Središnji disk je okružen s 16 latica. Ovaj grb smije rabiti samo car Japana. Ostali članovi careve obitelji rabe inačicu s 14 latica.

## Također pogledajte
- Zastava Japana